# Lawrence County, Ohio
Lawrence County är ett administrativt område i delstaten Ohio, USA, med 62 450 invånare. Den administrativa huvudorten (county seat) är Ironton.

## Geografi
Enligt United States Census Bureau så har countyt en total area på 1 184 km². 1 178 km² av den arean är land och 6 km² är vatten.    

### Angränsande countyn
- Jackson County - nord
- Gallia County - nordost
- Cabell County, West Virginia - sydost
- Wayne County, West Virginia - syd
- Boyd County, Kentucky - sydväst
- Greenup County, Kentucky - sydväst
- Scioto County - nordväst